# Aristolochia georgica
Aristolochia georgica là một loài thực vật có hoa trong họ Aristolochiaceae. Loài này được R.E.Schult. mô tả khoa học đầu tiên năm 1958.